# 元哲学
元哲學（有時稱為哲學的哲學）是“對哲學本質的研究”。它的主題包括研究哲學的目的，哲學的邊界及研究方法。因此，儘管哲學探究存在的本質、客觀的現實、知識的可能性、真理的本質等，但元哲學卻是對本質、目的和方法的進行自我反思性的探究。透過詢問什麼是哲學的本身、它應該問什麼樣的問題、通過提出和回答提問以及在實現過程中可以體驗什麼來進行此類探究。一些人認為它是哲學的先驅和預備課，或自動將其視為哲學的一部分，而另一些人則將這些觀點結合在一起。

## 哲學的目的
有不少人認為哲學的問題毫無意義，不會有答案，甚至探究哲學是浪費時間等。然而，哲學家不會看不到「哲學還未能產生不具爭議的結果」這項事實，而且有不少哲學家在哲學領域以外確有偉大的成就。對於以上問題，思索這個問題的哲學家認為哲學問題本身就有缺陷，因此本身就沒有答案。如邏輯實證論者認為這些問題只是文法結構造成誤會是問題，更直接了當的說，就是哲學問題是無意義的。有不少問題的確爭論了二千多年仍未有共識，有趣的是就連「這些問題有沒有答案」都是爭論點。如「人生有沒有意義？」、「世界是否上帝創造？」等。雖然如此，有些問題仍然是有答案的，如站在有神論者來說則必然為上帝創世；反之無神論者則否。故此哲學問題是沒有共識，而非沒有答案。而且，人們追求哲學大多並非要求有答案，而在於啟發思考。以「人有沒有自由意志」為題來說，若直接拋出「人類有自由意志」為最終答案時，人們亦不會就此滿足。但當我們著眼於「人類為甚麼有自由意志？有甚麼理據？」時，就能啟發我們進一步的思考。